# Великая Осница
Вели́кая Осни́ца (укр. Велика Осниця) — село в Колковской поселковой общине Луцкого района Волынской области Украины.
До 2020 года входило в Маневичский район.
Код КОАТУУ — 0723681101. Население по переписи 2001 года составляет 668 человек. Почтовый индекс — 44650. Телефонный код — 3376. Занимает площадь 2,46 км².